# Russell Brand
Le texte peut changer fréquemment, n’est peut-être pas à jour et peut manquer de recul. 
Le titre et la description de l'acte concerné reposent sur la qualification juridique retenue lors de la rédaction de l'article et peuvent évoluer en même temps que celle-ci.
Pour les articles homonymes, voir Brand.
 (juillet 2017).
Le contenu est difficilement compréhensible vu les erreurs de traduction, qui sont peut-être dues à l'utilisation d'un logiciel de traduction automatique.
Russell Brand, né le 4 juin 1975 à Grays, dans l'Essex (Angleterre), est un humoriste britannique, également acteur, éditorialiste, chanteur et présentateur de télévision et de radio.
Russell Brand se fait connaître du grand public britannique en présentant le spin off du Big Brother intitulé Big Brother's Big Mouth et en animant différentes émissions de radios et cérémonies. Il apparait aussi dans quelques films, dont la comédie romantique Sans Sarah rien ne va, Arthur, un amour de milliardaire ou encore St Trinian's : Pensionnat pour jeunes filles rebelles et Histoires enchantées de Disney.
Il est accusé de harcèlement et d'abus sexuel par plusieurs femmes. Bien qu'il n'ait pas été condamné à ce jour, cela amène notamment YouTube à démonétiser ses chaînes. D'autre part, il est amené à démissionner de la radio BBC à la suite de la diffusion d'un appel téléphonique offensant dans son émission.
Il est également connu pour ses prises de position polémiques et son scepticisme sur l'utilité du vote. Depuis la pandémie, sa critique des mesures sur la Covid-19 et son soutien à Robert Francis Kennedy Jr. amènent certains à le classer maintenant à droite.

## Biographie

### Jeunesse
Brand est né à Grays dans l'Essex en Angleterre, de Barbara Elizabeth et de Ronald Henry Brand, photographe. Ses parents se séparent alors que Brand est âgé de 6 mois, il a donc été élevé par sa mère uniquement. Avant ses 17 ans, la mère de Brand a déjà été atteinte de trois cancers différents. Brand déclare avoir une relation étrange avec son père, une relation sporadique. Il déclare qu'il l'aurait même emmené voir des prostituées durant un voyage en Extrême-Orient.
Brand fait ses débuts au théâtre à l'âge de 15 ans, jouant le rôle de « Gros Sam » dans une reprise scolaire de la pièce Bugsy Malone qui lui donna le goût de jouer. Il commence alors à travailler en tant que figurant, commence à étudier au Italia Conti Academy of Theatre Arts de Londres, mais se fait très vite renvoyer à cause de sa consommation de stupéfiants, notamment de marijuana et de LSD, devenant même boulimique. Puis il apparait dans des émissions pour enfants, jouant de petits rôles.
En 1995, Brand est accepté au Drama Centre de Londres, bien qu'étant alcoolique et héroïnomane. Brand se fait une nouvelle fois renvoyer et monte avec un ancien camarade du Drama Centre, Karl Theobald, un duo comique Theobald and Brand on Ice.

### Carrière dans l'industrie du divertissement

#### Stand-up
La première vraie expérience de Brand en tant qu'humoriste de stand-up a lieu en 2000 au Hackney Empire New Act of the Year, une émission qui découvre des humoristes en les mettant en compétition. Bien qu'il ait fini quatrième, sa performance a attiré l'attention d'un agent, Nigel Klarfeld du Gagged and Bound Comedy Ltd. La même année, il participe à sa première vraie représentation en public à Édimbourg lors du Pablo Diablo's Cryptic Triptych en compagnie du ventriloque Mark Felgate et de la comique Shappi Khorsandi.
En 2004, Brand se met en scène dans son premier one-man show intitulé Better Now lors du festival d'Édimbourg, parlant notamment de ses problèmes d'héroïne. L'année suivante il retourne sur scène avec un second spectacle appelé Eroticised Humour, suivi ensuite d'une tournée à travers l'Angleterre. Le sujet principal de ce spectacle est sa vie, et plus particulièrement le traitement que lui réservent les tabloïds anglais depuis qu'il est connu. En mars 2007 Brand coprésente avec Noel Fielding une émission de charité pour le cancer chez les adolescents ; la même année il se produit devant la reine Élisabeth II et le prince Philip pour la Royal Variety Performance de 2007.
Brand commence à se faire connaitre aux États-Unis en 2009, en enregistrant des sketchs de stand-up pour la chaine Comedy Central intitulés Russel Brand in New York. Brand part ensuite sur les routes pour son spectacle intitulé Russell Brand: Scandalous à travers les États-Unis puis le Royaume-Uni et l'Australie.
Brand est en tête d'affiche au cours d'une soirée "stand-up comedy", au Palais des Beaux-Arts à San Francisco en novembre 2011, dont tous les bénéfices doivent soutenir les bonnes œuvres de la Fondation David Lynch, qui fournit la méditation transcendantale aux enfants à risque, aux anciens combattants, et aux sans-abri soumis au syndrome de stress post-traumatique(SSPT).

#### Radio
La carrière de Brand à la radio commence en 2002 quand il anime avec son comparse Matt Morgan une émission de radio sur la station de rock indépendant londonienne XFM. Brand fut licencié après avoir lu des extraits pornographiques en direct à la radio.
Brand coanime ensuite le Russell Brand Show en avril 2006 sur BBC 6 Music. En novembre, l'émission est transférée sur BBC Radio 2 et bat alors des records d'audience avec près de 400 000 écoutes le samedi de 21 à 23 h. Dans l'une des émissions datant du 18 octobre 2008, Brand et Jonathan Ross passent une série d'appels téléphoniques à l'acteur Andrew Sachs, laissant sur sa boite vocale différents messages obscènes à propos de sa petite-fille Georgina Baillie (membre du collectif de danseur Satanic Sluts Extreme). Ils déclarent qu'il [Russell Brand] aurait eu des relations sexuelles avec elle. Après la condamnation des propos de Brand et Rossle par le premier ministre britannique Gordon Brown, la directrice exécutive de l'émission fut renvoyée et Jonathan Ross suspendu, alors que Brand fut lui aussi remercié par la BBC à la suite de l'émission.
En avril 2009, Brand fait son retour à la radio, coanimant avec l'un des leaders du groupe Oasis, Noel Gallagher, un talk-show sur le football.

#### Présentateur

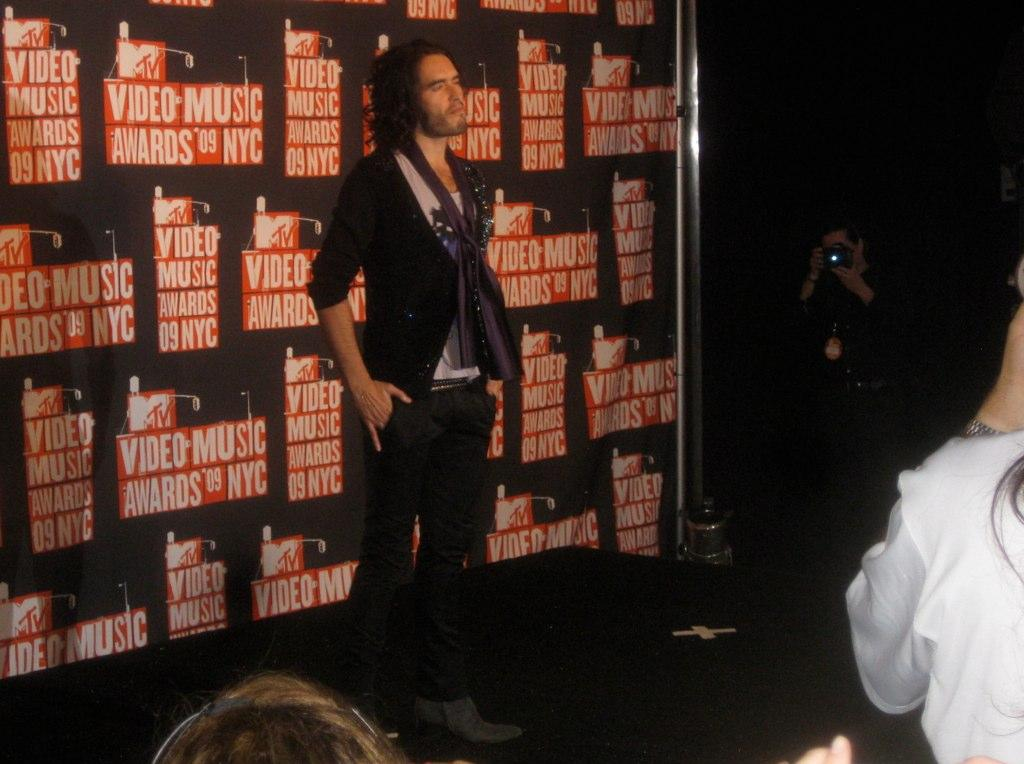
Russell Brand au MTV VMA 2009.

Brand a sa première expérience de présentateur pour la chaine MTV en tant que JRI. Il présente Dance Floor Chart, faisant la tournée des clubs et des boîtes de nuit britanniques et d'Ibiza. Pourtant Brand se fait remercier après être venu dans les studios de MTV habillé en Oussama ben Laden, juste après les attentats du 11 septembre 2001, et après avoir amené son dealer de drogues dans les locaux de la chaine.
Après son départ de MTV, Brand se retrouve sur RE:Brand, un documentaire britannique ayant pour but de briser les tabous culturels. Écrit et présenté par Brand avec l'aide de son ami Matt Morgan, le documentaire été diffusé sur la chaine défunte Play UK durant l'année 2002.
En 2004, Brand présente Big Brother's Eforum sur la chaine E4. L'émission donnait la parole à des célébrités et permettait au public de se prononcer sur les évènements se passant dans Big Brother (Loft Story en version française). Pour le Big Brother sixième édition, le nom de l'émission change pour Big Brother's Bigh Mouth. Après la fin de l'émission, Brand décide de ne plus présenter la prochaine version du jeu, remerciant au passage les dirigeants de la chaine d'avoir fait confiance à un ex-drogué.
Au printemps 2006, Brand revient sur MTV pour présenter l'émission 1 Leicester Square durant laquelle plusieurs célébrités de renom sont invitées, telles que Tom Cruise, Uma Thurman ou encore Boy George. Brand dirige ensuite une seconde émission sur MTV UK intitulée Russell Brand's Got Issues, sous forme de débat, l'émission fut un bide malgré la grande promotion dont elle a bénéficié.
À la fin 2006, Brand présente les NME Awards, sa prestation ne plaît pas à tout le monde, ainsi Bob Geldof le traite de « con » après la cérémonie (« Russell Brand - what a cunt »). En 2007, Brand présente les Brit Awards puis le concert Live Earth au stade Wembley de Londres.
En décembre 2007, la chaîne BBC Four diffuse le documentaire Russell Brand On the Road, parlant de Jack Kerouac et son roman Sur la route. À la suite de cela, Brand revient sur Channel 4 pour présenter sa propre émission Russell Brand's Ponderland, où Brand se remet au stand-up et à la comédie. L'émission est un succès, plus d'un million de telespectateurs suivent l'émission chaque mardi.
En 2008 Brand est annoncé pour présenter les MTV Video Music Awards, ce qui a laissé les médias américains plus que sceptiques, vu la non-popularité de Brand aux États-Unis. Brand présente finalement la cérémonie et fait suite à plusieurs controverses, se moquant de la chanteuse Britney Spears, implorant le public de voter pour Barack Obama, traitant George W. Bush de « Cowboy retardé » ou en se moquant de la bague de virginité portée par les Jonas Brothers. Quelques semaines après la cérémonie, Brand reçoit des lettres de menace de mort de fans en colère. Brand a déclaré que les organisateurs de la cérémonie et les dirigeants de MTV lui ont demandé de présenter l'édition 2009 des MTV Video Music Awards à la suite de l'augmentation de l'audience de 20 % par rapport à l'année précédente. Le 13 septembre 2009, Brand présente donc les MTV Video Music Awards en direct de New York et les audiences de l'émission sont les meilleures depuis l'édition 2004.
Le 13 décembre 2010 au Metropolitan Museum of Art de New York il présente les célébrités venues participer au gala de bienfaisance donné au bénéfice de la Fondation David Lynch sous le nom « Le changement commence de l'intérieur ». Avec les témoignages de David Lynch, Paul McCartney, Martin Scorsese, Clint Eastwood, et de John Hagelin, dans le but d’aider les vétérans, et les militaires atteints du syndrome de stress post-traumatique, mais également les sans-abris, les personnes victimes de dépendances, la violence dans les écoles, collèges et lycées, par la pratique de la technique de méditation transcendantale,.

#### Écriture
Depuis mai 2006, Brand s'occupe d'articles pour le quotidien The Guardian tournant autour de son admiration pour l'équipe de football de West Ham United Football Club et de l'équipe nationale anglaise de football.  
L'autobiographie de Brand, intitulée My Booky Wook, est sortie le 15 novembre 2007. Un second volet de son autobiographie, appelée My Booky Wook 2: This Time It's Personal, parle davantage de la vie privée de l'artiste et notamment de sa consommation à outrance de drogue. Le livre devrait sortir à l'automne 2010.
En octobre 2014, il publie Revolution (en), ouvrage dans lequel il demande, entre autres, l’annulation des crédits à la consommation, l’abolition des titres honorifiques (docteur, sénateur, milord, etc.) et la mise en place d’une production agroalimentaire locale, bio et écologique.

#### Acteur
En 2002 Brand apparait dans la série Cruise of the Gods (bien qu'il fût remercié) et White Teeth. En 2005, il joue dans la sitcom de la BBC Blessed. Après différents projets avortés ou plus ou moins réussis, Brand obtient un petit rôle dans le film Penelope. Son premier vrai rôle a été dans le film St Trinian's.
Le rôle majeur de Brand est celui qu'il tient dans le film Sans Sarah rien ne va jouant Aldous Snow, le petit ami de Kristen Bell. Brand a reçu de bonnes critiques et révèle que le personnage de Snow était à l'origine un auteur. Il a été changé en rock star après l'audition de Brand. Il reprendra son rôle de Aldous Snow dans le film American Trip (Get Him To The Greek en version originale) en août 2010 avec entre autres Jonah Hill.
À Noël 2008 sort le film produit par Disney Histoires enchantées, avec Adam Sandler.
En 2011, Russell Brand prend le rôle principal dans la comédie Arthur, un amour de milliardaire, où il joue un personnage millionnaire, alcoolique et qui ne pense qu'à dépenser son argent inutilement.

### Accusations d'abus sexuels
Sa mauvaise conduite a été remarquée à de nombreuses reprises. Par exemple, lors d'un interview télévisée en 2006, Dannii Minogue affirma que Russell Brand l'avait harcelée sexuellement.
En septembre 2023, il est accusé d'abus sexuels par quatre femmes pour des agressions qui auraient eu lieu entre 2006 et 2013, alors sous contrat avec la BBC et Channel 4. Ces derniers organismes ont déclarés avoir lancé des enquêtes en interne,,. Ce même mois, à la suite des accusations dont il fait l'objet et à l'instar d'Andrew Tate, sa chaîne YouTube est démonétisée. Il est de nouveau interrogé sur ces même faits en décembre 2023.
Le 30 janvier 2024, dans une interview avec l'animateur de télévision américain Tucker Carlson, il nie de nouveau ces allégations de viol portées contre lui ; l'avocate d'une des plaignantes proteste contre ses dernières allégations, qui rajoutent des souffrances pour des victimes déjà fragilisées dans cette affaire.
Le 4 avril 2025, il est inculpé par la police londonienne pour viol, agressions sexuelles et attentat à la pudeur sur quatre femmes pour des faits commis entre 1999 et 2005,,. Il doit comparaître le 2 mai 2025 devant la Westminster Magistrates' Court de Londres,,. Les forces de l'ordre ont déclaré qu'il est allégué que une femme a été violée dans la région de Bournemouth en 1999, une femme a été victime d'un attentat à la pudeur dans le quartier de Westminster à Londres en 2001, une femme a été victime d'un viol oral et d'une agression sexuelle dans le quartier de Westminster à Londres en 2004 et que une femme a été agressée sexuellement dans le quartier de Westminster à Londres entre 2004 et 2005.

### Influenceur indépendant
À la suite de sa tombée en disgrâce, Russell Brand lance une émission indépendante appelée Stay Free abordant la liberté d'expression et la spiritualité. Il est critiqué pour la diffusion de discours conspirationnistes,,,,,, notamment sur la Covid-19 et vendre des « amulettes magiques » protégeant des ondes Wifi.

## Vie privée
Russell Brand vit à Hampstead, banlieue cossue de Londres située à environ 6 km au nord-ouest de Trafalgar Square et faisant partie du borough de Camden. Végétarien depuis l'âge de 14 ans et à ce jour végan, il est fan de football et de l'équipe de West Ham United. Souffrant de trouble bipolaire et de TDAH, il a souffert de boulimie par le passé, et a connu une période d'automutilation.
L'humoriste est un ancien héroïnomane et alcoolique. Il a connu plusieurs différends avec la police, se faisant arrêter près de onze fois. Lors de son époque de dépendance à l'héroïne, il fit connaître son dealeur à la chanteuse Kylie Minogue lorsqu'il travaillait pour MTV. Il a également déclaré avoir eu une dépendance au sexe durant de nombreuses années,.
En 2006, il a eu une liaison avec la mannequin britannique, Kate Moss,. Cette même année, il a également eu une brève aventure avec la mannequin galloise, Imogen Thomas. En 2008, il a fréquenté durant quatre mois l'actrice australienne, Teresa Palmer.
En septembre 2009, il devient le compagnon de la chanteuse américaine, Katy Perry - rencontrée sur le tournage du film American Trip l'année précédente. Ils se fiancent le 31 décembre 2009 lors d'un séjour en amoureux au Rajasthan, puis se marient le 23 octobre 2010 au Rajasthan également, en respectant les coutumes et traditions indiennes. Le 30 décembre 2011, l'humoriste annonce avoir demandé le divorce, citant des "désaccords insurmontables" après quatorze mois de mariage et deux ans de vie commune. À la suite de leur séparation brutale, Katy Perry a sombré dans la dépression, et a même envisagé de se suicider. Leur divorce a été prononcé le 16 juillet 2012.
En début d'année 2012, il a fréquenté l'actrice hongroise, Nikolett Barabas, puis il a brièvement fréquenté la sœur de l'actrice américaine Jordana Brewster, Isabella Brewster, dans l'été 2012,, avant de brièvement fréquenter l'ancienne membre des Spice Girls, Geri Halliwell, à l'automne 2012,. De septembre 2013 à septembre 2014, il a été en couple avec Jemima Goldsmith,.
En 2015, il entame une nouvelle relation avec la blogueuse écossaise, Laura Gallacher - qu'il avait déjà brièvement fréquenté en 2007, puis en 2009. Début novembre 2016, ils accueillent leur premier enfant, une fille, prénommée Mabel. Le couple se marie le 26 août 2017 puis, mi-juillet 2018, ils accueillent leur deuxième fille, prénommée Peggy.

## Filmographie
| Année                            | Film                                                  | Rôle           | Note           |
| -------------------------------- | ----------------------------------------------------- | -------------- | -------------- |
| 2007                             | St Trinian's : Pensionnat pour jeunes filles rebelles | Flash Harry    |                |
| 2008                             | Penelope                                              | Sam            |                |
| 2008                             | Sans Sarah rien ne va                                 | Aldous Snow    |                |
| 2008                             | Histoires enchantées                                  | Mickey         |                |
| 2010                             | The Tempest                                           | Trinculo       |                |
| 2010                             | American Trip                                         | Aldous Snow    |                |
| 2010                             | Moi, moche et méchant                                 | Dr Nefario     | voix originale |
| 2011                             |                                                       |                |                |
| Arthur, un amour de milliardaire | Arthur Bach                                           |                |                |
| Hop                              | Easter Bunny                                          | voix originale |                |
| 2012                             | Rock Forever (Rock of Ages)                           | Lonnie         |                |
| 2012                             | Katy Perry: Part of Me                                |                |                |
| 2013                             | Moi, moche et méchant 2                               | Dr Nefario     | voix originale |
| 2016                             | Les Trolls                                            | Creek          | voix originale |
| 2016                             | Army of One                                           | Jesus          |                |
| 2022                             | Mort sur le Nil                                       |                |                |
| 2022                             | Les Minions 2 : Il était une fois Gru                 | Dr Nefario     | voix originale |